# Prémio Albert Lasker de carreira em ciências médicas
O Prémio Lasker de carreira em ciências médicas é um dos prémios Lasker, concedido pela Fundação Lasker, para premiar os que se distinguiram por uma vida dedicada à área das Ciências Médicas.

## Laureados
- 1994: Maclyn McCarty
- 1996: Paul Zamecnik
- 1997: Victor A. McKusick
- 1998: Daniel E. Koshland, Jr.
- 1999: Seymour S. Kety
- 2000: Sydney Brenner
- 2002: James E. Darnell
- 2004: Matthew Meselson
- 2006: Joseph G. Gall
- 2008: Stanley Falkow
- 2010: David Weatherall